# Aboisso-Comoé
Aboisso-Comoé  è una città e sottoprefettura della Costa d'Avorio appartenente al dipartimento di Alépé. Conta una popolazione di 33 471 abitanti (censimento 2021).